# 王景弘
王景弘（14世紀—1437年之後），又名王貴通，福建龍巖縣人（p. 195-197），明朝太監，擔任南京守備，曾多次與鄭和率船隊下西洋。

## 生平
王景弘原為燕王朱棣侍从，至明成祖朱棣即位後，跟隨北伐蒙古，並以正使太監之職，與鄭和共同率領艦隊下西洋。由於鄭和的航海知識與經驗較淺，遂由王景弘負責管理艦隊與航線。七下西洋年份為：1405-1407、1407-1409、1409-1411、1413-1415、1417-1419、1421-1422、1431-1433。在第二次下西洋時，王景弘曾出使占城（p. 197-200、225）。第七次下西洋時，鄭和卒於古里，由王景弘率船隊回國（p. 209-210）。
1424年，王景弘奉命率兵鎮守南京，為南京守備，翌年鄭和亦擔任相同職務。在南京期間，王景弘監督修葺宮殿，重修大報恩寺，督運物資運往北京，發配南京諸王的起居需要，並選拔官兵操練。王景弘卒於1437年以後（p. 203-206、214）。

## 傳說
羅懋登《三寶太監西洋記通俗演義》和佚名雜劇《奉天命三保下西洋》，都描述王景弘為文武兼備、擅長兵法的將領（p. 215-217）。台灣及南洋華僑多稱王景弘為王三保，傳說他曾到過台灣施藥，卒於爪哇三寶壠，葬於三保洞旁。當地華僑相信王三保可保祐海商和當地華僑，不少人到三保洞參拜，香火頗盛（p. 215-220）。

### 書籍
- 陳學霖.  (PDF). . 香港: 中文大學出版社. 1997. （原始内容存档 (PDF)于2018-02-02）.
- 徐曉望，〈八次下西洋的王景弘〉，《鄭和研究》
- 曹木旺，〈王景弘籍貫考略〉
- 莊景輝〈隨從鄭和下西洋的福建人員考〉，載《泉州文史》第九期，1986年12月
- 莊為璣〈試論鄭和. 與王景弘之死〉，載《海交史研究》，1987年第一期